# William P. Fitzpatrick
William Peter Fitzpatrick (sinh ngày 23 tháng 2 năm 1961) là một chính khách Mỹ đã nghỉ hưu người Ireland. Một đảng viên Dân chủ, ông phục vụ từ năm 1993-97 tại Thượng viện Rhode Island.
Sinh ra và lớn lên ở Ireland, ông được Anh em Patrician giáo dục trước khi di cư sang Hoa Kỳ. Một lập trình viên máy tính bằng thương mại, Fitzpatrick đã ứng cử vào Thượng viện Rhode Island từ quận 11 năm 1992, bao gồm các bộ phận của Cranston. Ông đã đánh bại đương nhiệm bảy nhiệm kỳ David H. Sholes trong cuộc bầu cử sơ bộ Dân chủ được tổ chức vào ngày 15 tháng 9 năm 1992 và tiếp tục giành chiến thắng trong cuộc tổng tuyển cử. Là cư dân của Edgewood, ông đã phục vụ hai nhiệm kỳ, giữ chức vụ từ tháng 1 năm 1993 đến tháng 1 năm 1997. Ông không phải là ứng cử viên tái tranh cử nhiệm kỳ thứ ba vào tháng 11 năm 1996 và được thành công bởi Elizabeth H. Roberts, người tiếp tục được bầu Phó Thống đốc.

## Xu hướng tính dục
Một người đồng tính nam, Fitzpatrick đã xác nhận xu hướng tình dục của mình với truyền thông nhiều tuần sau cuộc bầu cử vào tháng 11 năm 1992. Ông là thành viên đồng tính công khai đầu tiên của Cơ quan Lập pháp Rhode Island.

## Đời tư
Fitzpatrick và chồng, Rodrigo Cruz Garcia, cư trú tại Hayward, California. Ông còn được gọi là Will Fitzpatrick.